# Home orquestra

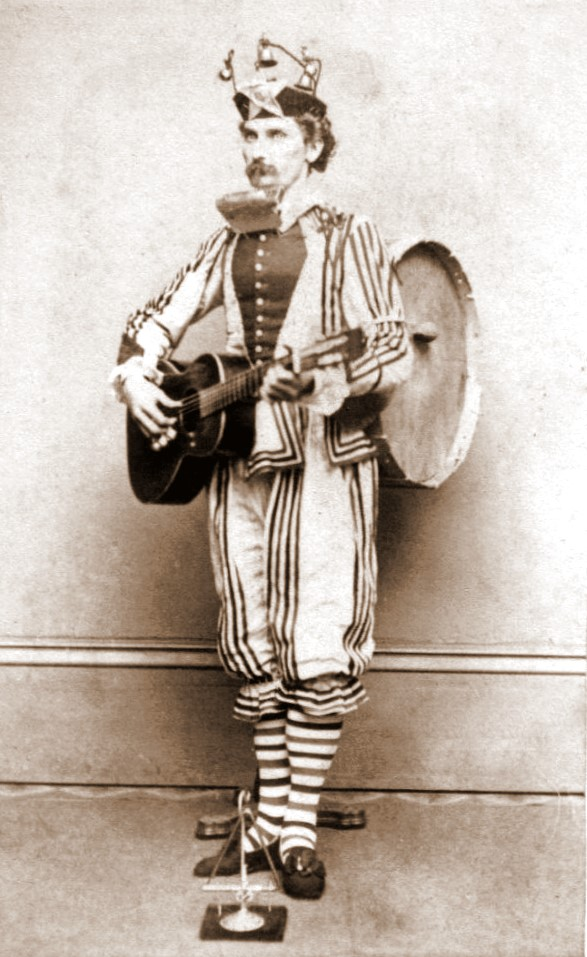
Banda unipersonal. Foto de Knox d'Athol, Massachusetts de l'any 1865

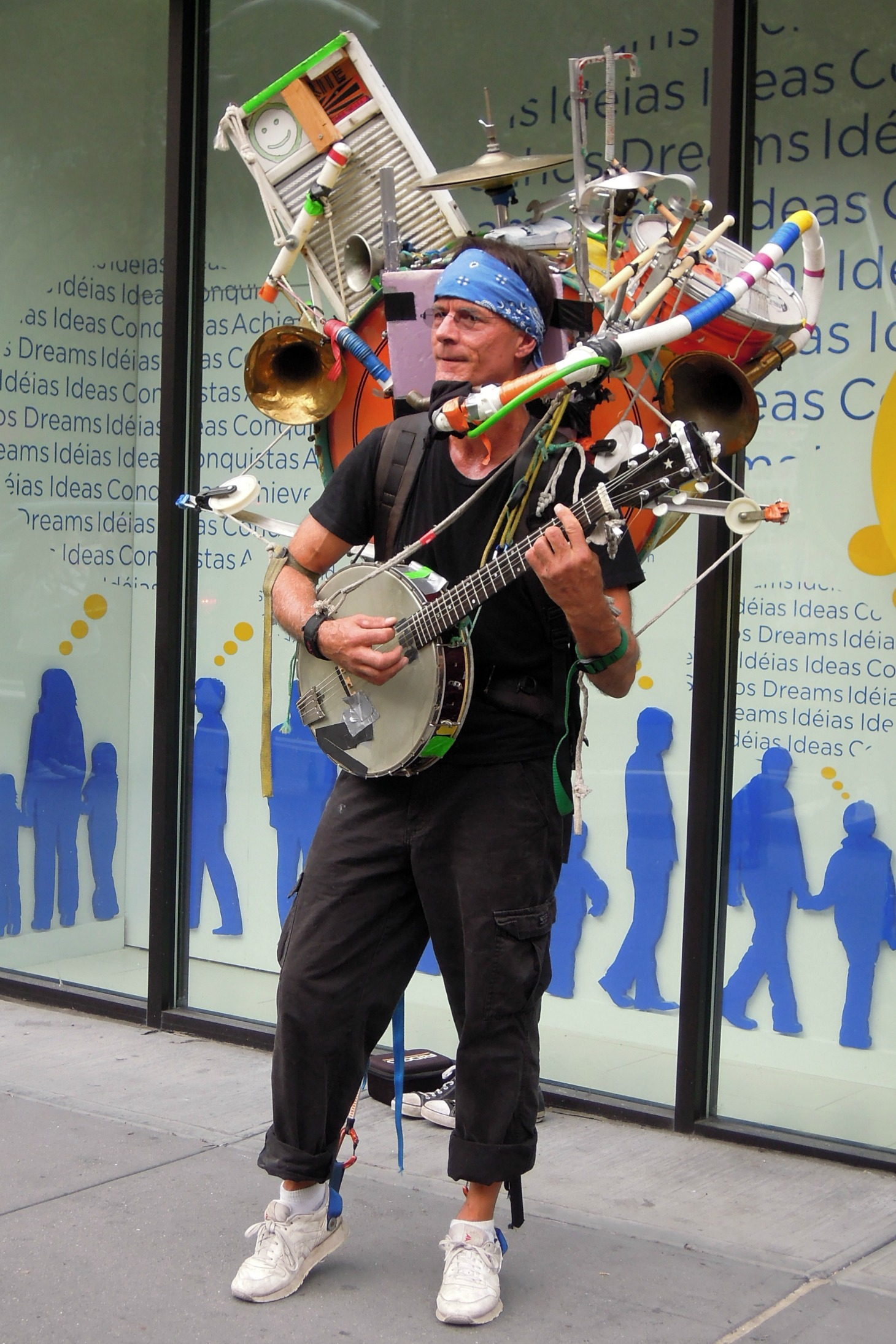
Jeff Masin, un home orquestra tocant a Nova York

Un home orquestra és un músic que toca simultàniament diversos instruments utilitzant les seves mans, peus, extremitats o diversos enginys mecànics o electrònics. Aquests músics de "grups" unipersonals sovint inclouen el cant.
El tipus més senzill d"home orquestra" és un cantant que s'acompanya amb una guitarra acústica i toca una harmònica muntada en un arnès al coll, de metall, per sostenir-la sota la boca. Aquesta manera la fan sovint els músics ambulants i els cantants i guitarristes de música popular. Les configuracions més complicades poden incloure aeròfons lligats al coll, un gran bombo muntat a l'esquena del músic amb un batedor connectat a un pedal, plats lligats entre els genolls o picats gràcies a un mecanisme de pedal, panderos i maraques lligats a les extremitats i un instrument de corda lligat a les espatlles (per exemple, un banjo, un ukelele o una guitarra).
Des del desenvolupament de la interfície digital d'instruments musicals (MIDI) a la dècada de 1980, els músics també han incorporat pads de bateria MIDI muntats al pit, amb bateria electrònica muntada als peus i que activen amb pedalers electrònics a les seves configuracions. A les dècades de 2000 i 2010, la disponibilitat de pedals de bucle digitals assequibles ha permès als cantants-músics gravar riffs o una progressió d'acords que els fan d'acompanyament.

## Història i significats

### Instruments en viu
Els documents més antics coneguts on apareixen diversos instruments musicals tocats per una mateixa persona daten del segle XIII i eren el flabiol i timbal. El flabiol era una simple flauta de tres forats que es podia tocar amb una mà; el timbal és més conegut avui com una caixa. Aquest tipus de combinació encara es pot escoltar a parts de la França rural, a Anglaterra i a Espanya. Una xilografia de l'època isabelina mostra un pallasso tocant la flauta i el tambor. Una pintura a l'aquarel·la de la dècada de 1820 mostra un home orquestra amb un pal per fer ritmes, flautes al coll i un bombo i un tamborí al seu costat. La història de Henry Mayhew de la vida al carrer de Londres a les dècades de 1840 i 1850 descrivia un músic de carrer cec que tocava les campanes, el violí i acordions.
Guitarist Jim Garner played guitar with his hands and triangle with his feet, and Will Blankenship of the Blankenship family of North Carolina played harmonica, autoharp and triangle in shows during the 1930s. In the 1940s, entertainer and clown Benny Dougal used a crude "stump fiddle" (a single string stretched on a stick) with a footpedal-operated pair of cymbals. Blues singers such as "Daddy Stovepipe" (Johnny Watson) would sing, play guitar, and stomp their feet for rhythm, or used a foot pedal to play bass drum or cymbal.[citation needed]
Un dels primers exponents moderns de multiinstrumentista fou Jesse Fuller. Fuller va desenvolupar un baix accionat amb el peu que va anomenar "footdella", que tenia sis cordes de baix que eren colpejades amb martells. En els seus espectacles, Fuller feia servir el seu "footdella", un "mitjó" accionat amb pedals (platillo hi-hat), un arnès de coll casolà (per a harmònica, mirlitó i micròfon) i una guitarra de 12 cordes. Fate Norris, dels Skillet Lickers, una banda de cordes de hillbilly dels anys 20 i principis dels 30 va desenvolupar un enginy mecànic amb pedals que li va permetre tocar la guitarra, les campanes, el contrabaix, el violí, l'arpa i la guimbarda.
Joe Barrick, who was born in Oklahoma in 1922, wanted a way of accompanying himself on fiddle, so he built a contraption with a guitar neck on a board with footpedals to operate the notes. Subsequent versions of this "piatar" also had bass guitar and banjo necks and a snare drum which are played by foot-operated hammers. To change notes on the guitar-family instruments, a foot treadle operates a mechanical fretting device. Two notable one-man blues bands active in Memphis in the 1950s were Doctor Ross and Joe Hill Louis, playing guitar, harmonica and bass drum/high-hat.[citation needed]

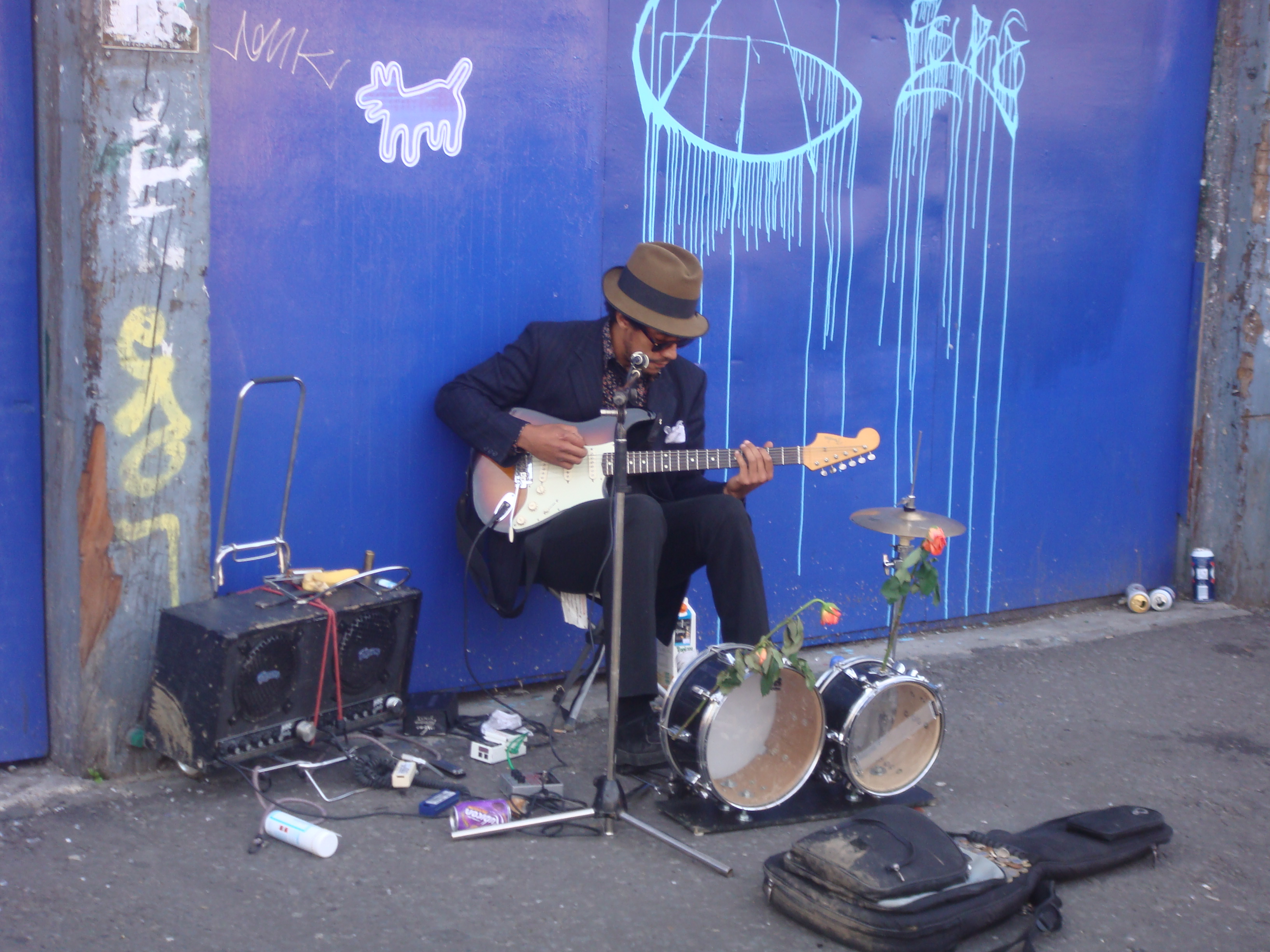
Músic de Londres actuant amb guitarra elèctrica i una petita bateria

The simple guitar and harmonica combination (as used by such musicians as Tex Williams, Anton Newcombe, Jimmy Reed, Bob Dylan, Neil Young, and Ray Dorset of Mungo Jerry) is so common now that it is rarely considered to be a one-man band. British-born Don Partridge made the classic one-man band outfit (bass drum on the back, guitar and harmonica) famous in the streets of Europe, and was an early busker to enter the Top Ten of the UK Singles Chart, with his hit singles "Rosie" and "Blue Eyes" in 1968. Modern one-man bands include such performers as Hasil Adkins and Sterling Magee, better known as "Mister Satan," from Satan and Adam.[citation needed]

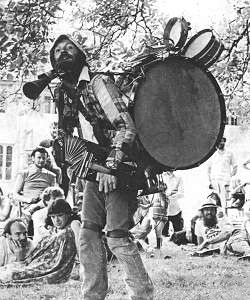
Vic Ellis, de Sussex

"L'home orquestra existeix, en tota la seva singularitat i independència, com una tradició musical més tangencial però persistent. Com a categoria de música transcendeix les fronteres culturals i geogràfiques, transcendeix els límits estilístics i desafia les nocions convencionals de tècnica i instrumentació. Definit simplement com un sol músic que toca més d'un instrument al mateix temps, és un conjunt limitat només per les capacitats mecàniques i la inventiva imaginativa del seu creador, i malgrat el seu estatus generalment acceptat com a novetat aïllada, és un fenomen amb algunes continuïtat històrica identificable."

### Enregistrament d'estudi
El terme "one-man band" o home orquestra també s'utilitza col·loquialment per descriure un intèrpret que toca tots els instruments d'un tema enregistrats un a un i després els mescla en un estudi de gravació multipista. Tot i que aquest enfocament de la gravació és més comú en gèneres electrònics com el techno i l'acid house, i no tant en l'R&B i la música rock, alguns intèrprets de R&B i rock com Joe Hill Louis, Stevie Wonder, Prince, Lenny Kravitz, Paul McCartney, Elliott Smith, Kevin Parker, Kabir Suman, Dave Edmunds, John Fogerty, Emitt Rhodes, Todd Rundgren, Pete Townshend, Steve Winwood, Roy Wood, Nik Kershaw i Les Fradkin han fet discos en què ells mateixos toquen tots els instruments. Mike Oldfield va ser conegut per utilitzar aquesta tècnica d'enregistrament amb el seu àlbum de 1973 Tubular Bells. Altres exemples d'homes orquestra a l'estudi de gravació són Dave Grohl pel primer àlbum d'estudi dels Foo Fighters, Trent Reznor per Nine Inch Nails, el pianista de jazz Keith Jarrett pel seu àlbum No End, Peter Tägtgren per Pain (projecte musical), Chris Carrabba pels dos primers àlbums publicats per Dashboard Confessional, Varg Vikernes per Burzum i Billy Corgan per The Smashing Pumpkins des del 2009.
Nash the Slash (1948–2014) va tocar tots els instruments als seus enregistraments. També va tocar en solitari entre 1975 i 2012, utilitzant caixes de ritmes i sintetitzadors sincronitzats mentre tocava un violí elèctric o una mandolina elèctrica . Alguns artistes enregistren i barregen la seva música en un estudi multipista i la sincronitzen amb el vídeo multipista que es reprodueix en tots els instruments, creant una il·lusió de banda unipersonal.
Les bandes unipersonals en aquest context s'han tornat més habituals a l'extreme metal, especialment al black metal, on diverses bandes, a part de Burzum, només estan formades per un membre. Aquests artistes inclouen Nargaroth, Xasthur, Falkenbach, Arckanum, Nortt, Horde i altres. Tot i que la majoria d'aquestes bandes no toquen en directe, algunes com Nargaroth contracten músics addicionals per a actuacions en directe.
El terme "dona orquestra" no s'ha utilitzat sovint, però a poc a poc han tingut més presènciaen la majoria de les formes musicals. Exemples de dona orquestra són Merrill Garbus, que actua com a Tune-Yards i toca tots els instruments en tots els enregistraments., i Edith Crash que crea "melodies llargues, fosques i inquietants".

### Loop en directe

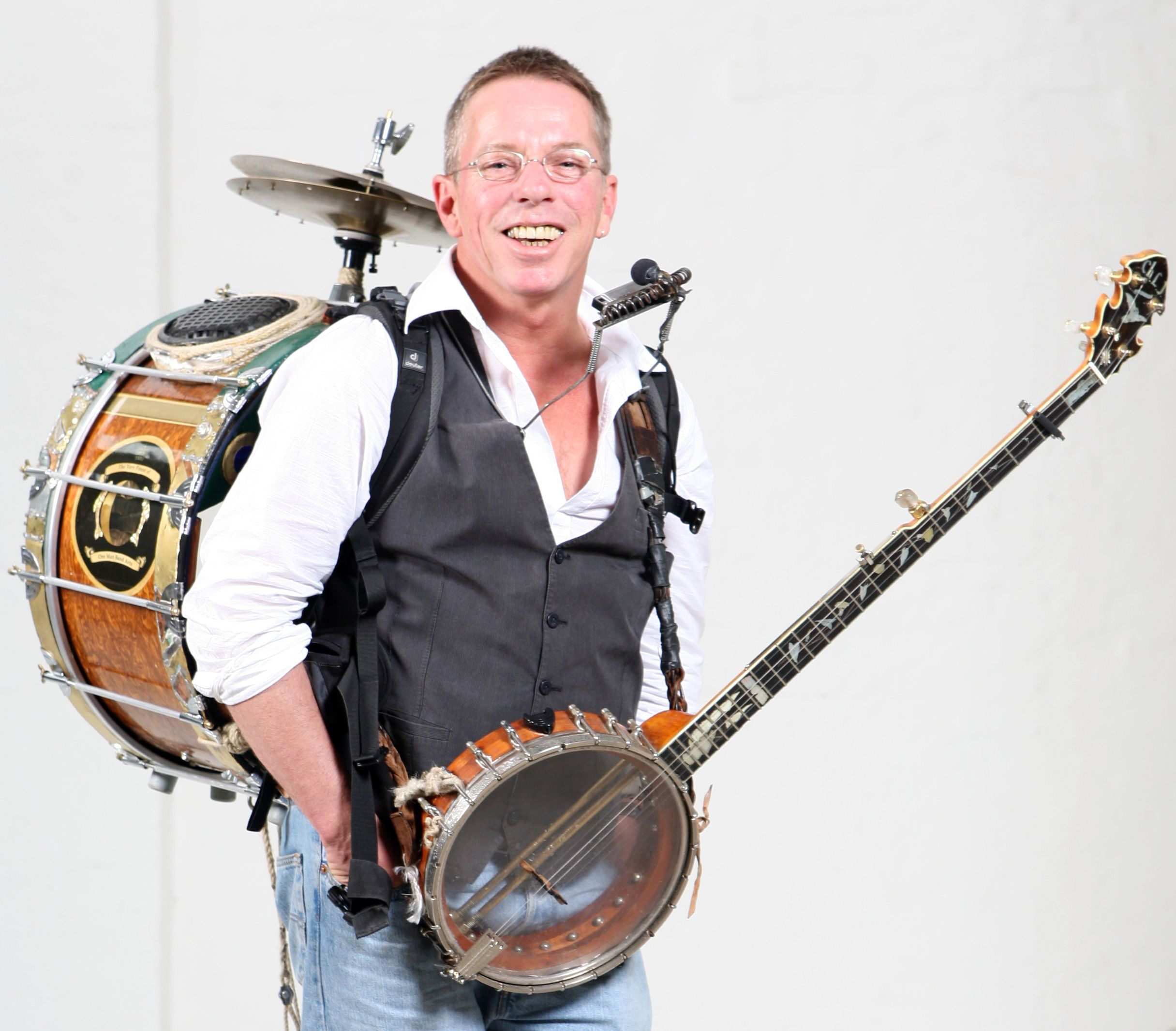
Chris Lejeune 2007

A la dècada del 2000, a mesura que els múscis han tingut un ampli accés als pedals de bucle digital, han pogut utilitzar una barreja de música prèviament gravada, efectes de retard i dispositius de bucle en actuacions en directe de tot, des de beatboxing fins a violí clàssic. Els intèrprets de bucles en directe creen un acompanyament en bucle en capes per a solos musicals que es canten o es reprodueixen més tard a la cançó. Amb aquesta tecnologia, es pot crear una combinació simultània de diversos instruments i veus, o un instrument tocat de diferents maneres, al llarg d'una peça musical que rivalitzi amb els sons de la gravació d'estudi. Artistes notables que incorporen aquesta tècnica en directe inclouen Ed Sheeran, Keller Williams, That 1 Guy, Zach Deputy i KT Tunstall. Rick Walker és un altre looper i multiinstrumentista que ha organitzat festivals de looping, inclòs un anual de llarga durada a Santa Cruz, Califòrnia, i altres a diversos països.

## Evolucions

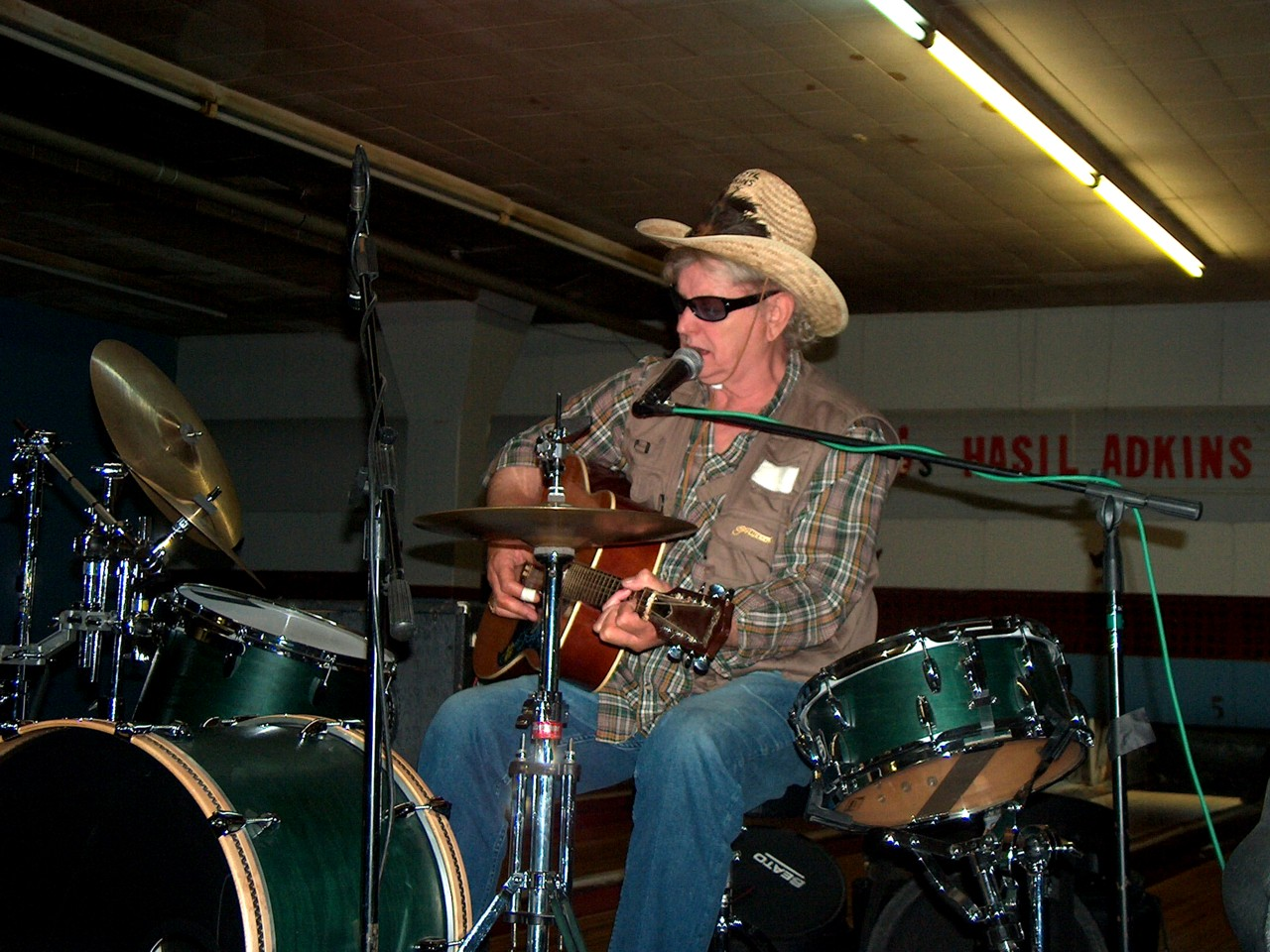
Hasil Adkins actuant a Seidel Lanes com a part de la sèrie de concerts "Rock n' Bowl" presentada pel Roots Cafe a Baltimore, Maryland

Des del desenvolupament de la interfície digital d'instruments musicals (MIDI) a la dècada de 1980, els músics també han incorporat pads de bateria MIDI muntats al pit, disparadors de bateria electrònics muntats als peus. Algunes "bandes d'un sol home" utilitzen pedalers similars als de l'orgue per interpretar les línies del baix. Un petit nombre d'entusiastes del MIDI utilitzen controladors MIDI fets a mida connectats a diferents parts del seu cos per activar la música als sintetitzadors. Els controladors MIDI fets a mida van des de controladors accionats pel vent fins a petits disparadors muntats als braços o als peus. En un moment determinat, l'ús de controladors MIDI corporals pot arribar a assemblar-se a l'art de l'actuació, perquè els sons musicals es desenvolupen a partir dels moviments corporsals del músic. Un dels pioners d'aquest art escènic és McRorie Live Electronic, que utilitza sensor de ritmes a les sabates i al pit. 
Amb l'augment de la disponibilitat i l'assequibilitat dels dispositius electrònics va arribar la innovació amb els instruments acústics tradicionals d'home orquestra. Un exemple és l'empresa Farmer Footdrums amb seu als EUA. L'empresa ven instruments de percussió acústics que permeten als músics tocar una varietat de sons de bateria tradicionals. Els músics ara poden gravar cada instrument individualment i després compilar un vídeo com si tot es fes en temps real. 

## Significats no musicals
El terme també s'utilitza en un sentit general per referir-se a una persona que dirigeix una petita empresa sola (un negoci de propietat única), especialment si cal que aquesta persona assumeixi múltiples rols diferents, d'una manera semblant a la forma d'un musical. L'home orquestra toca diferents instruments i canta alhora. En algunes petites empreses, el propietari també produeix el producte o servei, el comercialitza i el lliura als clients. En els telenotícies, la frase es refereix a un periodista que també funciona com el seu propi càmera mitjançant l'ús d'un trípode.
El 2011, el lluitador professional Heath Slaterva arribar a la fama amb el sobrenom de "The One-Man Rock Band", que més tard es va canviar a "The One-Man Southern Rock Band" en referència a la seva facturació des de West Virginia.